# Otterspoor (buitenplaats)
Otterspoor was een buitenplaats op de oostelijke rivieroever van de Vecht bij het Nederlandse dorp Maarssen. 
De naam is waarschijnlijk afgeleid van de moerasplant Galigaan, in de volksmond "otterspoor" genoemd. In de plaatselijke topografie komt de naam otterspoor vaker voor, onder andere voor een oud rechtsgebied op de westelijke Vechtoever bij het dorp Breukelen.
Oorspronkelijk in 1643 als boerenhofstede gebouwd werd het huis tussen 1654 en 1719 tot een buitenplaats verbouwd. 
Naast het hoofdgebouw waren er bijgebouwen in de vorm van een theekoepel annex botenhuis en een stal. In de tuin van de buitenplaats werd rond 1700 een kruisvormige vijver aangebracht. Otterspoor was omringd door water. Twee bruggen waren aanwezig voor de toegang, waarbij er hekken waren met vazen op de hekpilasters.
In 1860 kocht Edward Huydecoper van Nigtevecht, eigenaar van de ernaast gelegen buitenplaats Gansenhoef, een groot deel van de tuin. Omstreeks 1870 werd Otterspoor afgebroken, waarna op dezelfde plaats een eenvoudig landhuis werd gebouwd.